# Delahaye Type 165
Der Delahaye Type 165 ist ein Pkw-Modell aus den 1930er Jahren. Hersteller war Automobiles Delahaye in Frankreich.

## Beschreibung
Das Modell wurde im Oktober 1938 auf dem Pariser Autosalon präsentiert und bis 1939 hergestellt. Vorgänger war der Delahaye Type 145. Einen Nachfolger gab es nicht mehr.
Der V12-Ottomotor war in Frankreich mit 26 CV eingestuft. Er wurde vom Vorgänger übernommen und überarbeitet. Er hat 75 mm Bohrung, 84,7 mm Hub und 4490 cm³ Hubraum. Er leistet 165 PS. Er ist vorn im Fahrgestell eingebaut und treibt die Hinterachse an. 180 km/h Höchstgeschwindigkeit sind möglich.
Der Radstand wurde wesentlich verlängert und beträgt 321 cm. Bekannt sind zwei Roadster mit Aluminiumkarosserie, die Figoni & Falaschi herstellte. Sie wurden sowohl 1938 auf dem Autosalon in Paris als auch später in New York City gezeigt, existieren noch heute und befinden sich in den USA. Außerdem karossierte Ateliers Henri Chapron mindestens ein Fahrzeug als Coupé. Für ein erhaltenes Fahrzeug von 1938 sind 321 cm Radstand, 149 cm Spurweite, 455 cm Fahrzeuglänge, 169 cm Fahrzeugbreite und 1050 kg Fahrgestellgewicht bekannt.
Insgesamt entstanden vier oder fünf Fahrzeuge. Berühmte Besitzer waren Adrian Conan Doyle und Rainier III.